# Пимен Многоболесни
Преподобни Пимен Многоболесни (XI век) је православни монах, подвижник и светитељ Руске православне цркве.
Рођен је и одрастао болестан. Дуго је тражио од родитеља да га одведу у Кијево-Печерски манастир. Када су су га најзад довели у чувени манастир, почели су молитвом да траже његово оздрављење.Међутим, он је, схватајући високу вредност страдања, замолио Господа да настави болест, као и да га постриже у монаштво. 
Преподобни Пимен је много година провео у тешкој болести, тако да су они који су му служили били оптерећени и често га остављали без хлеба и воде, али је све подносио са радошћу. Смиловавши се на братију, монах Пимен исцели једног исто тако узетог брата, узевши од њега реч да служи болеснима до смрти. Једном је један брат постао лењ у служби, а задесила га је иста болест. Монах Пимен га је поново исцелио учењем да болесници и они који служе болеснима добијају једнаке награде. У тешким страдањима преподобни Пимен је провео двадесет година. Три дана пре своје смрти, он је коначно оздравио. Пре смри се опростио од све братије и причестио. Након тога, поклонивши се ковчегу аве Антонија, показао је место његовог погреба и сам однео у њега претходно припремљени ковчег. Он је тамо показао на монахе сахрањене један наспрам другог.
На дан упокојења монаха Пимена, над трпезом су се појавила три огњена стуба који су се померили на врх цркве. Сличан догађај описан је у летопису 11. фебруара 1110. године, због чега се за дан упокојења монаха Пимена претпоставља да је 11. фебруар 1110. године.
Мошти светог Пимена чувају се у Антонијевој пећини.
Други спомен светитеља празнује се 28. септембра Сабором преподобних ближњих пећина.